# お茶の水スクエアA館

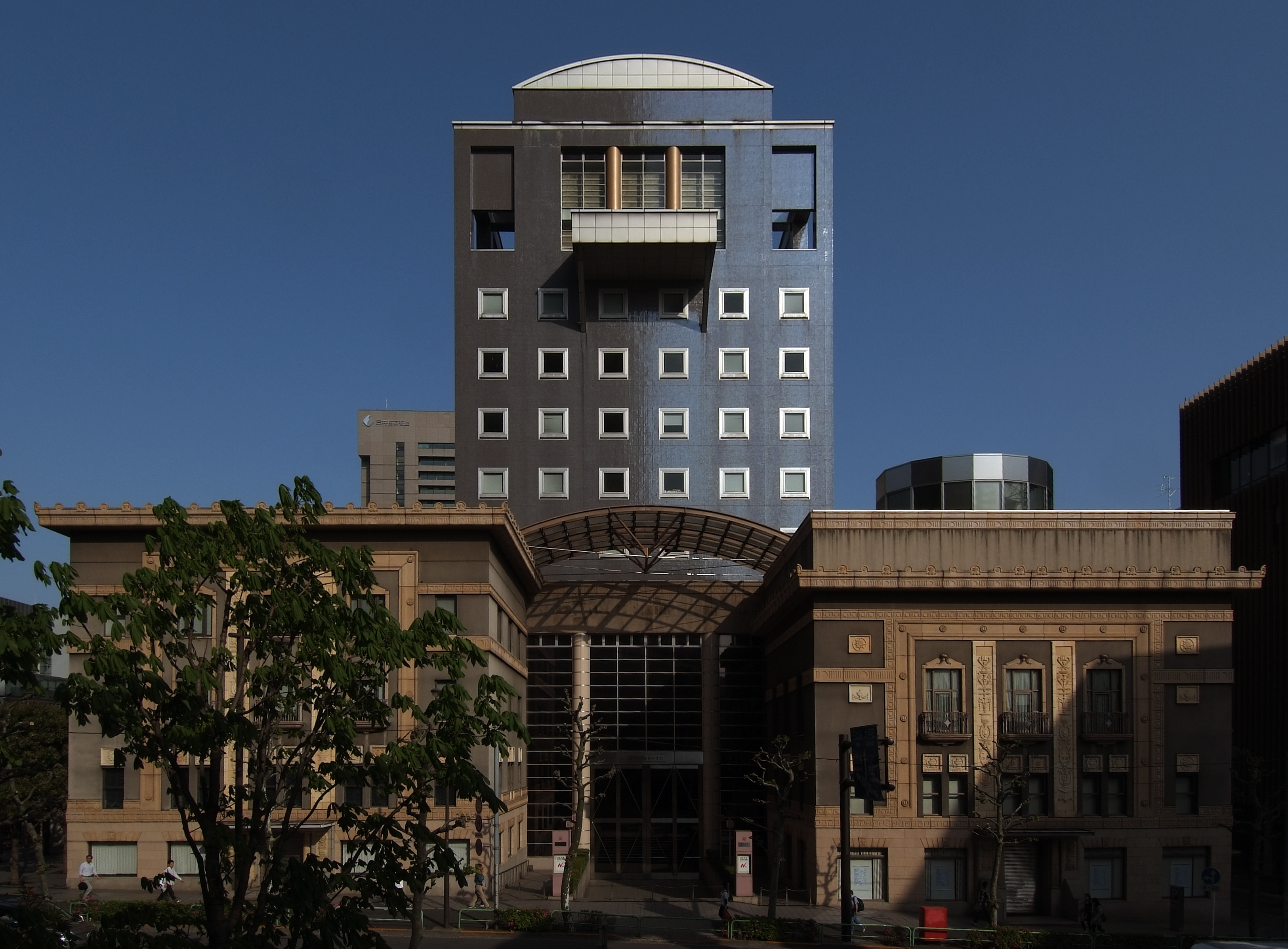
「お茶の水スクエアA館」(2009年6月15日)

お茶の水スクエアA館（おちゃのみずスクエアAかん）は、東京都千代田区神田駿河台にあるビルディングで、お茶の水スクエアを構成する建物の一つであったが、B館とC館が取り壊されたため、A館のみが残存している。
1925年（大正14年）主婦の友社の社屋として、主婦の友社の完全子会社である株式会社お茶の水スクエアにより、竣工、1987年（昭和62年）解体、1987年（昭和62年）旧社屋を保存しながら高層棟をたちあげ再建された、2003年（平成15年）千代田区景観まちづくり重要物件に指定されている。

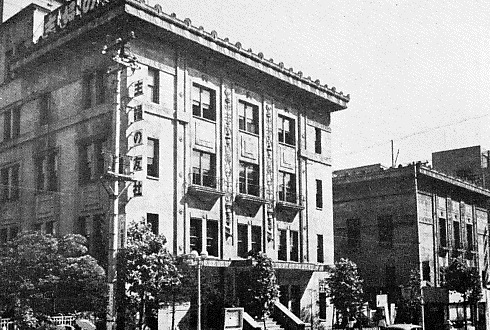
主婦の友社（1960年代）

## 概要

### 旧主婦の友社屋
1925年（大正14年）、山の上ホテルの設計にも携わった、米国の建築家ウィリアム・メレル・ヴォーリズの設計により、株式会社大林組が建築した。

### A館としての再築後
1987年（昭和62年）、日本の代表的なポストモダン建築家である磯崎新の設計で、旧主婦の友社屋を復原しつつ高層棟を建築した。
歴史的意匠を残しつつも、ポストモダン建造物としては日本を代表する作品とされる。旧社屋は、構造的な問題で保存できず、ヴォーリズの設計図を元にテラコッタの装飾の外観はそのまま復原、そのテクスチャーに近いインド砂岩を使用しての低層部を構成、他方高層部はブルーのラスタータイルを使用して対照的に構築した。
館内には日本大学カザルスホールが設けられたが、2010年以降コンサートホールとしては使用されていない。

### 略歴

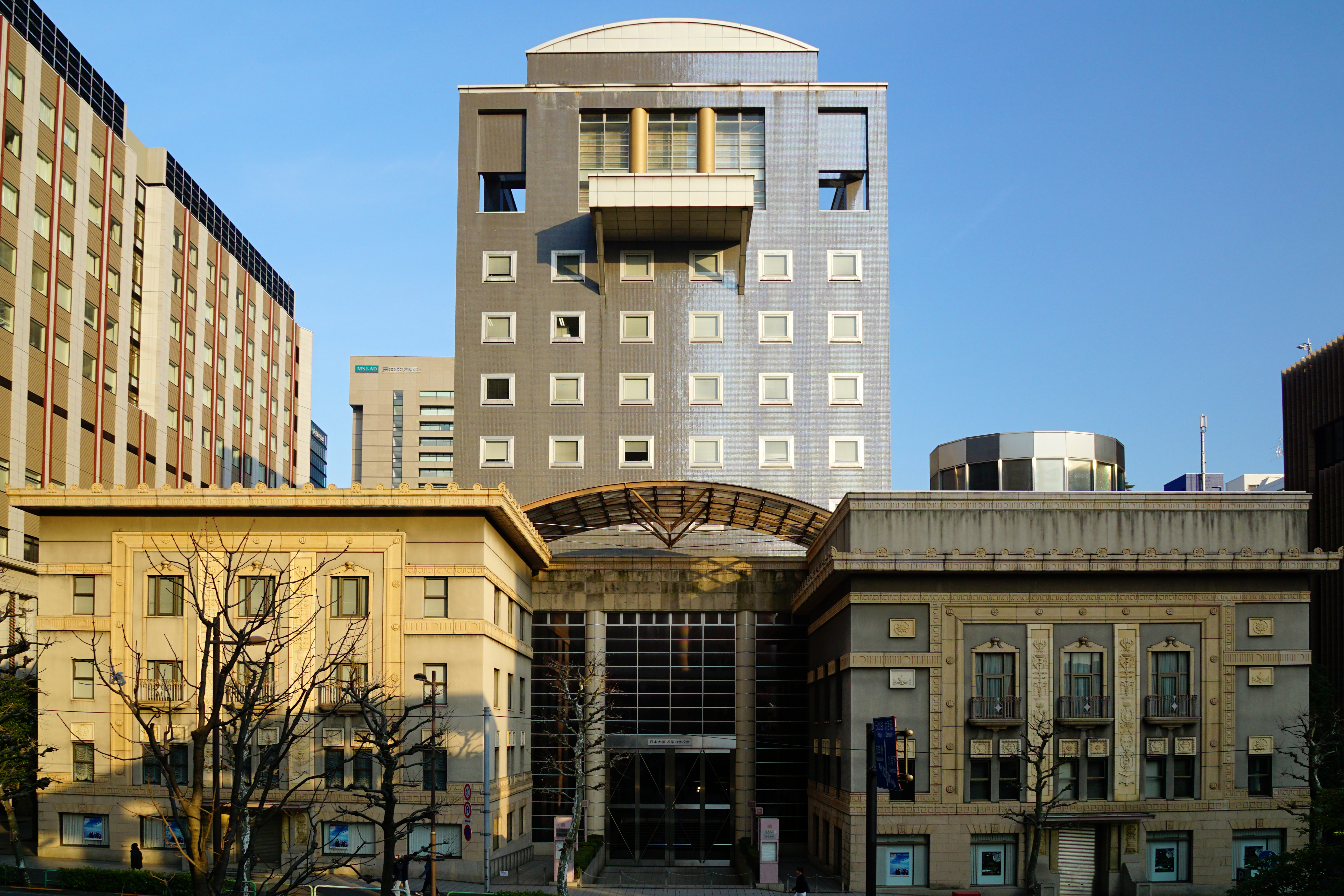
「お茶の水スクエアA館」(2017年3月19日)

1987年（昭和62年）、主婦の友社本社及びジェーシービー本社が置かれた。
2002年（平成14年）、日本大学に売却される。
2004年（平成16年）、日本大学大学院法務研究科が置かれた。
2015年（平成27年）、日本大学理工学部が置かれた。